# Xa lộ Liên tiểu bang 88 (Illinois)
Xa lộ Liên tiểu bang 88 (tiếng Anh: Interstate 88 hay viết tắt là I-88) là một xa lộ liên tiểu bang nội tiểu bang nằm hoàn toàn trong tiểu bang Illinois. Nó chạy từ một nút giao thông khác mức với Xa lộ Liên tiểu bang 80 gần Silvis và Moline đến một nút giao thông lập thể với các xa lộ liên tiểu bang I-290 và I-294 tại Hillside gần thành phố Chicago. Xa lộ Liên tiểu bang 88 dài 140,60 dặm (226,27 km).

## Lịch sử

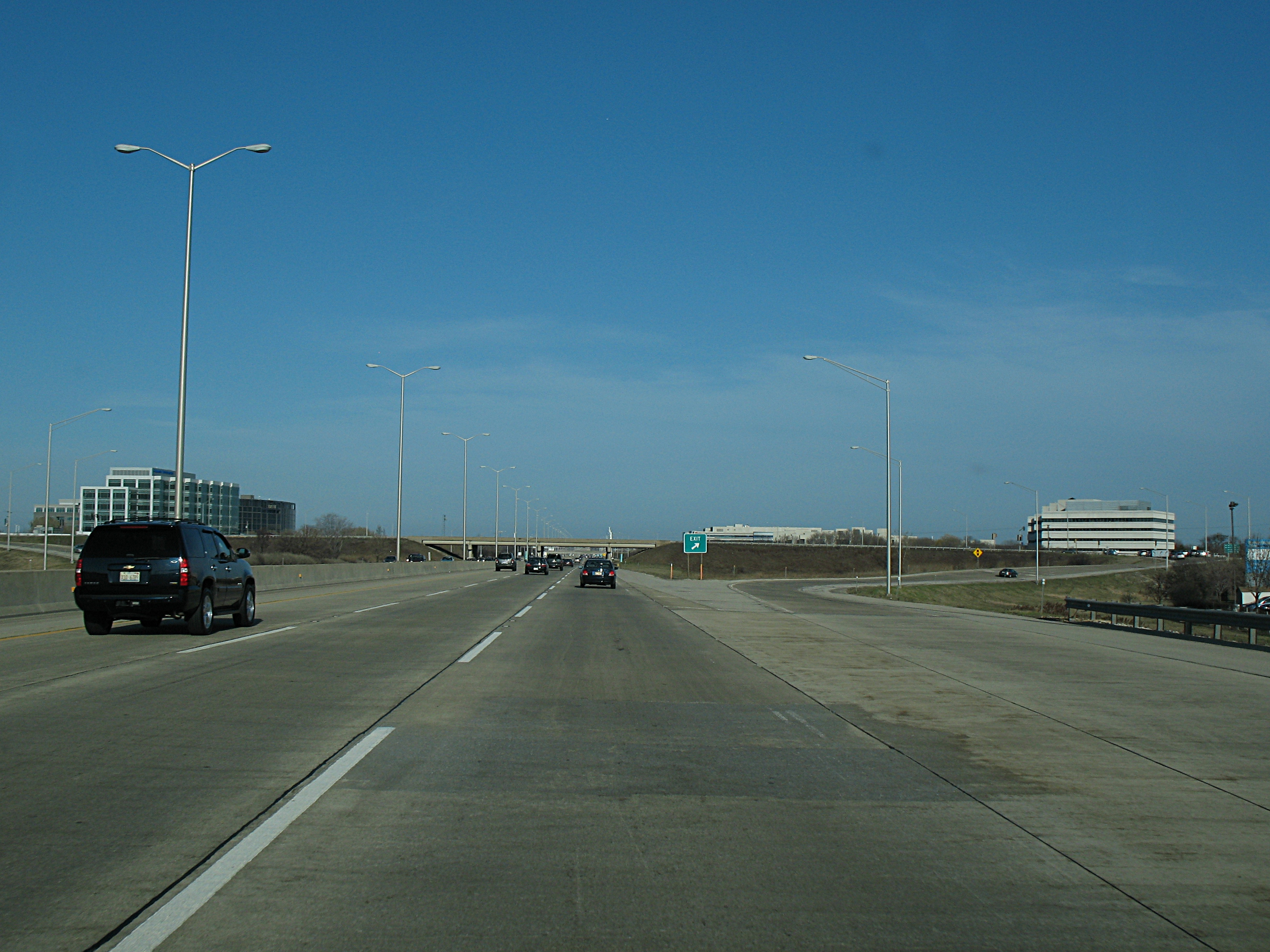
Xa lộ thu phí Tưởng niệm Ronald Reagan tại Naperville, đang đi về hướng đông

Trước khi được đưa vào Hệ thống Xa lộ Liên tiểu bang, con đường này được biết với tên là Xa lộ Illinois 5 và trước đó nữa là Illinois 190.
Lý do gốc về việc xa lộ này được đặt tên là I-88 và tồn tại như một xa lộ liên tiểu bang có liên quan với Luật Quốc gia về Tốc độ Tốc trước đây. Ban đầu được thông qua năm 1973, luật này được tu chính năm 1987 cho phép tốc độ giới hạn là 65 dặm một giờ (105 km/h) trên các đoạn đường nông thôn của các xa lộ liên tiểu bang mà thôi. Mặc dù sự thật là Xa lộ Illinois 5 đã được nâng cấp hoàn toàn lên chuẩn xa lộ liên tiểu bang nhưng nó vẫn phải giới hạn tốc độ là 55 dặm một giờ (88 km/h) vì câu chữ được nói đến trong luật là áp dụng cho xa lộ liên tiểu bang mà thôi. Bộ Giao thông Illinois (IDOT) và Cơ quan quản trị Xa lộ thu phí Tiểu bang Illinois (ISTHA) đã thỉnh cầu Hiệp hội Quan chức Giao thông và Xa lộ Tiểu bang Mỹ (AASHTO) đặt tên lại cho Xa lộ Illinois 5 thành xa lộ liên tiểu bang vào năm 1987. AASHTO chấp thuận yêu cầu và đặt tên cho nó là Xa lộ Liên tiểu bang 88. Luật Quốc gia về Tốc độ Tối đa hoàn toàn bị bãi bỏ 8 năm sau đó vào năm 1995, nhưng biển dấu I-88 vẫn còn hiện diện cho đến ngày nay mặc dù biển dấu Illinois 110 đang được cắm hết toàn tuyến đường của I-88 kể từ khi nó là một phần của dự án Xa lộ cao tốc Chicago đến Kansas City.

### Xa lộ thu phí Tưởng niệm Ronald Reagan
Xa lộ thu phí Tưởng niệm Ronald Reagan, ban đầu có tên là Xa lộ thu phí Đông-Tây, là một đường thu phí tại miền bắc tiểu bang Illinois.
Khánh thành ngày 21 tháng 11 năm 1958, ban đầu nó được đặt tên là Quốc lộ Hoa Kỳ 30 thu phí, và sau đó là Xa lộ Illinois 190.  Lộ trình ban đầu kéo dài từ nút giao thông lập thể Xa lộ Liên tiểu bang 294 gần Hillside đến Xa lộ Illinois 47 gần Sugar Grove.  Xa lộ Illinois 56 trùng với Xa lộ thu phí Đông-Tây giữa North Aurora và Sugar Grove năm 1965. Đoạn đó của Xa lộ 56 là đoạn đường tiểu bang duy nhất bị trùng với một xa lộ thu phí nằm dưới quyền của Cơ quan quản trị Xa lộ thu phí Tiểu bang Illinois.

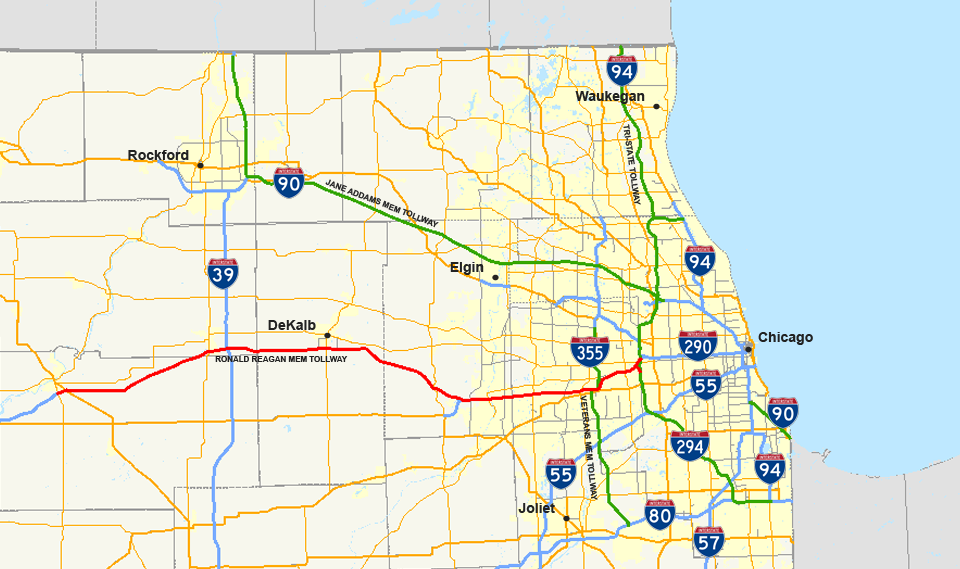
Bản đồ Xa lộ thu phí Tưởng niệm Ronald Reagan, đây là đoạn đường thu phí của Xa lộ Liên tiểu bang 88

Khi Xa lộ thu phí Đông-Tây được kéo dài đến Dixon, Illinois vào thập niên 1970, mã số Illinois 190 bị loại bỏ khỏi đoạn đường giữa Aurora và Sugar Grove, biến đoạn này thành Xa lộ Illinois 56 riêng biệt. Một khi hoàn thành, con đường mới kết hợp giữa xa lộ cao tốc và xa lộ thu phí giữa Xa lộ Liên tiểu bang 80 gần vùng Quad Cities và Xa lộ Liên tiểu bang 294 được đặt tên là Xa lộ Illinois 5.  Vào cuối thập niên 1980, nó được đặt mã số lại là Xa lộ Liên tiểu bang 88
Xa lộ chính thức là đường thu phí ở phía đông Rock Falls, bắt đầu tại nút giao thông lập thể với Quốc lộ Hoa Kỳ 30 tại mốc dặm 44 đến điểm đầu của nó gần Hillside. Phía tây U.S. 30 đến Xa lộ Liên tiểu bang 80, Xa lộ Liên tiểu bang 88 là xa lộ cao tốc. Đoạn thu phí dài 96 dặm (154 km).
Sau khi cựu tổng thống Hoa Kỳ và cũng là người gốc tiểu bang Illinois là Ronald Reagan mất vào năm 2004, Cơ quan quản trị Xa lộ thu phí Tiểu bang Illinois biểu quyết đặt tên lại cho con lộ thu phí này là "Xa lộ thu phí Tưởng niệm Ronald Reagan" để nhớ đến ông vì xa lộ này đi qua gần nơi sinh của ông là Tampico và đi qua phía nam khu ngoại ô thị trấn mà ông lớn lên là Dixon.  Phần thu phí của I-88 trước đây có tên là "Xa lộ thu phí Đông-Tây" và hiện nay vẫn còn một số biển dấu còn được nhìn thấy gần thành phố Chicago.
Không có đường dẫn trực tiếp đến Quốc lộ Hoa Kỳ 52, Xa lộ Illinois 23,  Xa lộ Illinois 25, và Xa lộ Illinois 83 (chiều đi hướng bắc). Ngoài ra, I-88 nhập với Xa lộ Illinois 56 một đoạn ngắn.
Tính đến năm 2010, I-88 không có xa lộ nhánh ngắn. Cũng không có dự án nào để xây các xa lộ nhánh ngắn trong tương lai gần. Xa lộ bán cao tốc được đề xuất có tên Xa lộ Công viên Prairie sẽ kết thúc ở điểm đầu phía bắc của nó qua ngã một nút giao thông lập thể với I-88 gần Kaneville ở phía tây Xa lộ Illinois 47.